# Maria Gabriella di Savoia
Maria Gabriella di Savoia (nome completo in italiano Maria Gabriella Giuseppa Aldegonda Adelaide Margherita Ludovica Felicita Gennara; Napoli, 24 febbraio 1940) è una principessa italiana.
Terzogenita dell'ultimo re d'Italia Umberto II e della regina Maria José, è una scrittrice storica, avendo pubblicato vari libri sulla sua famiglia.

## Biografia

### Infanzia

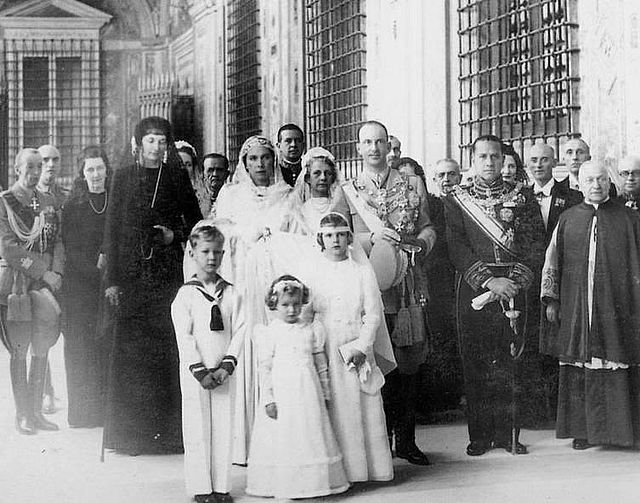
Maria Gabriella con la famiglia in Vaticano, in visita a papa Pio XII

La principessa Maria Gabriella è nata a Napoli nel 1940. Da bambina contrasse il tifo in Svizzera, dove la famiglia si era rifugiata, e rimase alle cure della sua tata islandese e di una cameriera, deceduta in seguito per la stessa malattia. Il trasferimento al Quirinale fu per lei posticipato, venendo mandata a Villa Rosebery per non contagiare i fratelli.
Dopo il referendum istituzionale del 2 giugno 1946, partì con la famiglia in esilio alla volta del Portogallo, dove trascorse l'infanzia con il padre a Cascais. Ricevette la prima comunione il 27 aprile 1949 nella Cappella dell'Estoril. In famiglia era chiamata Ella.

### Istruzione

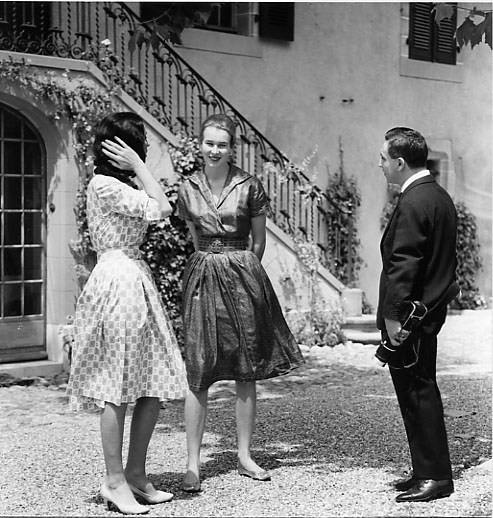
La principessa Maria Gabriella e Tullio Farabola con una Hasselblad, 1960

Compì i primi studi in Portogallo e conseguì il diploma di maturità scientifica al Liceo Italiano di Madrid. Si diplomò come Interprete-Traduttrice in italiano, francese e spagnolo presso la Scuola per Interpreti dell'Università di Ginevra. Si iscrisse per quattro anni all'École du Louvre a Parigi, studiando storia dell'arte e arte del mobile francese antico con i professori Germain Bazin e Pierre Verlet.
Su consiglio del pittore Théodore Strawinsky (figlio di Igor), frequentò le lezioni estive tenute da Oskar Kokoschka, da lei confidenzialmente soprannominato "Oka", alla Sommer Akademie di Salisburgo, città in cui si appassionò anche alla musica di Mozart.

### Matrimonio
In gioventù fu legata al principe Juan Carlos di Borbone-Spagna e all'età di diciotto anni rifiutò la proposta di nozze di Mohammad Reza Pahlavi, lo scià di Persia, che desiderava unire la sua casata a una dinastia europea.
Sposò l'imprenditore Robert Zellinger de Balkany il 16 giugno 1969 a Sainte-Mesme (la cerimonia religiosa si tenne il 21 giugno a Èze), dal quale ebbe un'unica figlia. Si separarono nel 1976 e divorziarono a Parigi nel novembre 1990.

### Attività
Nel dicembre 1961 fu creato il Fondo Maria Gabriella di Savoia, per curare i bambini cardiopatici al di sotto dei 12 anni e appartenenti a famiglie con scarse disponibilità economiche. Firmò il 7 maggio 1962 a Roma, con Vittorio Prunas Tola, Falcone Lucifero, Metello Rossi di Montelera e il dottor Achille Mario Dogliotti, l'atto costitutivo della fondazione, la cui gestione fu affidata nel 1979 all'Ordine di Malta.

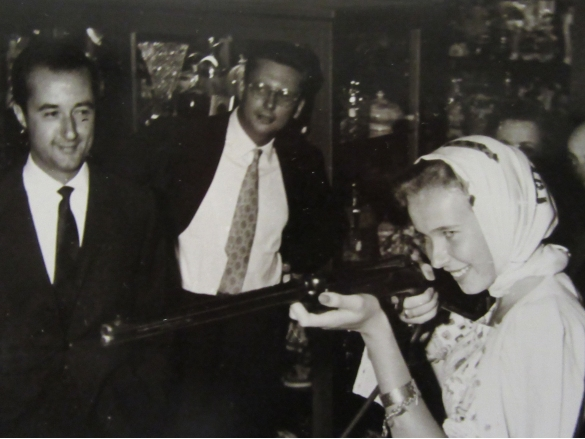
La principessa Maria Gabriella negli anni '60 a Salsomaggiore Terme

Nel 1986 istituì la Fondazione Umberto II e Maria José di Savoia, centro di studi storici che si occupa di promuovere il patrimonio culturale di casa Savoia. Nel terzo millennio si è dedicata alla ricerca storica sulla dinastia, pubblicando vari libri corredati da fotografie inedite, tra cui Gioielli di Casa Savoia (2002) e Vita di corte in casa Savoia (2005).
Nel 2006 si dimise dall'Ordine Mauriziano assieme alle sorelle, criticando l'operato del fratello Vittorio Emanuele e dichiarando di non riconoscervi più "né lo spirito cristiano né quello di assistenza ospedaliera o umanitaria" preservato da Umberto II. Nello stesso anno fu candidata alle elezioni presidenziali in Italia, ricevendo tre voti al secondo scrutinio. Inaugurò il 10 novembre 2007, alla Galleria Chiavacci di Firenze, una mostra sugli acquerelli che realizzò nel periodo in cui fu allieva di Kokoschka. Vive a Ginevra.

## Cariche
Maria Gabriella di Savoia ha ricoperto la seguente carica:
- Presidentessa della Fondazione professor Mario Dogliotti.[3]

## Discendenza
Maria Gabriella di Savoia e Robert Zellinger de Balkany ebbero una figlia:
- Marie Elizabeth (Losanna, 2 marzo 1972), sposò Olivier Janssens (1964) il 31 ottobre 2002 a Ginevra ed ebbero quattro figli:[19]
  - Gabrielle Janssens (2004);
  - Thomas Janssens (2006);
  - Paul Louis Janssens (2009);
  - Victor Janssens (2014).

## Titoli e trattamento
- 24 febbraio 1940 - attuale: Sua Altezza Reale, la principessa Maria Gabriella di Savoia, Principessa d’Italia

## Ascendenza
|                                    |                    |                                   | Genitori                                  |  |  | Nonni |  |  | Bisnonni               |  |  | Trisnonni                         |  |
|                                    |                    |                                   |                                           |  |  |       |  |  | Umberto I, re d'Italia |  |  | Vittorio Emanuele II, re d'Italia |  |
|                                    |                    |                                   |                                           |  |  |       |  |  | Umberto I, re d'Italia |  |  | Vittorio Emanuele II, re d'Italia |  |
|                                    |                    | Maria Adelaide d'Asburgo-Lorena   |                                           |  |  |       |  |  | Umberto I, re d'Italia |  |  |                                   |  |
| Vittorio Emanuele III, re d'Italia |                    |                                   |                                           |  |  |       |  |  | Umberto I, re d'Italia |  |  |                                   |  |
|                                    |                    | Margherita di Genova              | Ferdinando di Savoia-Genova               |  |  |       |  |  |                        |  |  |                                   |  |
|                                    |                    | Margherita di Genova              | Ferdinando di Savoia-Genova               |  |  |       |  |  |                        |  |  |                                   |  |
|                                    |                    | Margherita di Genova              | Elisabetta di Sassonia                    |  |  |       |  |  |                        |  |  |                                   |  |
| Umberto II, re d'Italia            |                    | Margherita di Genova              |                                           |  |  |       |  |  |                        |  |  |                                   |  |
|                                    |                    | Nicola I del Montenegro           | Mirko Petrović-Njegoš                     |  |  |       |  |  |                        |  |  |                                   |  |
|                                    |                    | Nicola I del Montenegro           | Mirko Petrović-Njegoš                     |  |  |       |  |  |                        |  |  |                                   |  |
|                                    |                    | Nicola I del Montenegro           | Anastasia Martinović                      |  |  |       |  |  |                        |  |  |                                   |  |
| Elena del Montenegro               |                    | Nicola I del Montenegro           |                                           |  |  |       |  |  |                        |  |  |                                   |  |
|                                    |                    | Milena del Montenegro             | Pietro Vukotić                            |  |  |       |  |  |                        |  |  |                                   |  |
|                                    |                    | Milena del Montenegro             | Pietro Vukotić                            |  |  |       |  |  |                        |  |  |                                   |  |
|                                    |                    | Milena del Montenegro             | Jelena Voivodić                           |  |  |       |  |  |                        |  |  |                                   |  |
| Maria Gabriella di Savoia          |                    | Milena del Montenegro             |                                           |  |  |       |  |  |                        |  |  |                                   |  |
|                                    | Filippo del Belgio | Leopoldo I, re del Belgio         |                                           |  |  |       |  |  |                        |  |  |                                   |  |
|                                    | Filippo del Belgio | Leopoldo I, re del Belgio         |                                           |  |  |       |  |  |                        |  |  |                                   |  |
|                                    | Filippo del Belgio | Luisa d'Orléans                   |                                           |  |  |       |  |  |                        |  |  |                                   |  |
| Alberto I, re del Belgio           | Filippo del Belgio |                                   |                                           |  |  |       |  |  |                        |  |  |                                   |  |
|                                    |                    | Maria di Hohenzollern-Sigmaringen | Carlo Antonio di Hohenzollern-Sigmaringen |  |  |       |  |  |                        |  |  |                                   |  |
|                                    |                    | Maria di Hohenzollern-Sigmaringen | Carlo Antonio di Hohenzollern-Sigmaringen |  |  |       |  |  |                        |  |  |                                   |  |
|                                    |                    | Maria di Hohenzollern-Sigmaringen | Giuseppina di Baden                       |  |  |       |  |  |                        |  |  |                                   |  |
| Maria José del Belgio              |                    | Maria di Hohenzollern-Sigmaringen |                                           |  |  |       |  |  |                        |  |  |                                   |  |
|                                    |                    | Carlo Teodoro, duca in Baviera    | Massimiliano Giuseppe, duca in Baviera    |  |  |       |  |  |                        |  |  |                                   |  |
|                                    |                    | Carlo Teodoro, duca in Baviera    | Massimiliano Giuseppe, duca in Baviera    |  |  |       |  |  |                        |  |  |                                   |  |
|                                    |                    | Carlo Teodoro, duca in Baviera    | Ludovica di Baviera                       |  |  |       |  |  |                        |  |  |                                   |  |
| Elisabetta di Wittelsbach          |                    | Carlo Teodoro, duca in Baviera    |                                           |  |  |       |  |  |                        |  |  |                                   |  |
|                                    |                    | Maria José di Braganza            | Michele I, re di Portogallo               |  |  |       |  |  |                        |  |  |                                   |  |
|                                    |                    | Maria José di Braganza            | Michele I, re di Portogallo               |  |  |       |  |  |                        |  |  |                                   |  |
|                                    |                    | Maria José di Braganza            | Adelaide di Löwenstein-Wertheim-Rosenberg |  |  |       |  |  |                        |  |  |                                   |  |
|                                    |                    | Maria José di Braganza            |                                           |  |  |       |  |  |                        |  |  |                                   |  |

## Opere
- Maria Gabriella di Savoia e Romano Brancalini, Casa Savoia. Diario di una monarchia. 1861-1946: cronaca e storia nelle fotografie inedite della Fondazione Umberto II, Milano, Mondadori Electa, 2001.
- Maria Gabriella di Savoia e Stefano Papi, Gioielli di Casa Savoia, Milano, Mondadori Electa, 2002.
- Maria Gabriella di Savoia e Stefano Papi, Vita di corte in casa Savoia, Milano, Mondadori Electa, 2005.
- (EN) Maria Gabriella di Savoia e Stefano Papi, Jewellery of the House of Savoy, Milano, Mondadori Electa, 2007.